# Elatinaceae
Famille
Classification APG III (2009)
Les Elatinaceae (les Élatinacées) sont une famille de plantes à fleurs dicotylédones de l'ordre des Malpighiales. Elle comprend 40 espèces réparties en 2 genres.
Ce sont des arbustes ou des plantes herbacées. Le genre Elatine comprend des espèces herbacées, pouvant être submergées, des rives lacustres des zones tempérées.

## Étymologie
Le nom vient du genre type Elatine, forme féminine du grec ελατινος / elatinos, sapin, probablement d'origine arménienne (elevin). Le mot a été utilisé par Pline pour une espèce de muflier (peut-être l'actuel Kickxia elatine (Plantaginaceae). Le nom d'un arbre aurait été appliqué à une herbe en raison de la ressemblance des feuilles de celle-ci à celui-là.

## Classification
La classification phylogénétique APG II (2003) et la classification phylogénétique APG III (2009) placent cette famille dans l'ordre des Malpighiales.

## Liste des genres
Selon Angiosperm Phylogeny Website (23 mai 2010), NCBI (23 mai 2010), DELTA Angio (23 mai 2010) et ITIS (23 mai 2010) :
- genre Bergia (en) L.
- genre Elatine L.

## Liste des espèces
Selon NCBI (23 mai 2010) :
- genre Bergia
  - Bergia ammannioides
  - Bergia glomerata
  - Bergia pedicellaris
  - Bergia suffruticosa
  - Bergia texana
- genre Elatine
  - Elatine hexandra
  - Elatine hydropiper
  - Elatine minima
  - Elatine triandra